# Andrew L. Harris
Pour les articles homonymes, voir Harris.
Andrew Lintner Harris, surnommé The Farmer-Statesman, né le 17 novembre 1835 à Milford Township dans le comté de Butler et mort le 13 septembre 1915, est un brigadier-général de l'armée des États-Unis. Considéré comme l'un des héros de la bataille de Gettysburg, il continue à servir son pays après la guerre de Sécession, en devenant le 44e gouverneur de l'Ohio.

## Biographie
Diplômé de l'Université Miami en 1860, Andrew s'engage comme soldat dans l'armée de l'Union et se hisse rapidement au grade de colonel du 75e régiment d'infanterie de l'Ohio. Le 01 juillet 1863, lors de la bataille de Gettysburg, il aide à sécuriser Cemetery Hill pour George Meade. À la tête de la brigade, il continue à mener des hommes tout au long de la guerre, même s'il subit une défaite embarrassante à la bataille de Gainesville en Floride.
Après la guerre, il travaille comme avocat dès 1865, avant d'officier au Sénat de l'Ohio de 1866 à 1870, d'être nommé juge dans le comté de Preble de 1875 à 1882 avant d'être élu lieutenant-gouverneur de l'Ohio en 1891, 1893 et à nouveau en 1905, lorsque le démocrate John M. Pattison (en) est élu gouverneur. À la mort de celui-ci, en 1906, Harris reprend le flambeau et devient le 44e gouverneur de l'Ohio de 1906 à 1909. 

## Honneurs
Par une loi d'état, la route US 127 entre Hamilton et Eaton a été renommée « route du Gouverneur Andrew L. Harris » en son honneur.

## Vie privée et décès
Le 17 octobre 1865, Andrew Lintner Harris épouse Caroline Conger à West Florence, Ohio, et de cette union naîtra un fils,.
Harris meurt d'un problème cardiaque le 13 septembre 1915 et est enterré au Mound Hill Union Cemetery, Eaton.